# Talsperre Khun Dan Prakarn Chon
Die Talsperre Khun Dan Prakarn Chon ist eine Talsperre mit Wasserkraftwerk im Landkreis Mueang Nakhon Nayok, Provinz Nakhon Nayok, Thailand. Sie staut den Nakhon Nayok zu einem Stausee auf. 
Die Talsperre dient der Stromerzeugung, der Bewässerung und dem Hochwasserschutz. Mit ihrem Bau wurde 2001 begonnen. Die Talsperre ist im Besitz des Royal Irrigation Department (RID) und wird auch vom RID betrieben.

## Absperrbauwerk
Das Absperrbauwerk ist eine Gewichtsstaumauer aus Walzbeton mit einer Höhe von 93 m. Die Länge der Mauerkrone beträgt 2594 m; sie liegt auf einer Höhe von 112 m über dem Meeresspiegel. Das Volumen des Bauwerks beträgt 5,47 Mio. m³.
Rechts von der Staumauer liegt ein Nebendamm mit einer Höhe von 46 m. Die Länge der Dammkrone beträgt 350 m; ihre Breite liegt bei 8 m. Das Volumen des Erdschüttdamms beträgt 1,22 Mio. m³.
Die Staumauer verfügt sowohl über einen Grundablass als auch über eine Hochwasserentlastung. Über den Grundablass können maximal 182 m³/s abgeleitet werden, über die Hochwasserentlastung maximal 1454 m³/s. Darüber hinaus gibt es zwei weitere Ablässe, über die 42 bzw. 6 m³/s abgelassen werden können.

## Stausee
Beim maximalen Stauziel von 110 m fasst der Stausee 224 Mio. m³ Wasser.

## Kraftwerk
Die installierte Leistung des Kraftwerks beträgt mit einer Francis-Turbine 10,7 MW. Die Jahreserzeugung liegt bei 28 Mio. kWh. Das Maschinenhaus befindet sich am Fuße der Talsperre auf der rechten Seite.
Die Fallhöhe beträgt 66,65 m. Der Durchfluss liegt bei 17,66 m³/s. Nachdem das Wasser die Turbine passiert hat, wird es für Bewässerungszwecke genutzt.
Das Kraftwerk ist im Besitz der Electricity Generating Authority of Thailand (EGAT) und wird auch von EGAT betrieben. Die Bewilligung zum Bau des Kraftwerks wurde EGAT im Dezember 2006 erteilt.